# Clínica IMQ Zorrotzaurre
La Clínica IMQ Zorrotzaurre es el mayor centro sanitario privado del País Vasco, y está situado en la localidad de Bilbao. Inaugurado el 26 de abril de 2012, pertenece al Igualatorio Médico Quirúrgico y consta de 40.000 m2 en 6 plantas.
Cuenta con conexiones mediante autobús y metro. Actualmente, el arquitecto Carlos Ferrater trabaja en la ampliación de este hospital con una nueva planta que permitirá ganar 3914 m2.

## Historia
La clínica es el relevo del IMQ San Sebastián, pues en el año 2007, la coyuntura económica de Grupo IMQ permitió afrontar el reto de elevar el nivel asistencial. El edificio ha sido diseñado por los arquitectos Carlos Ferrater y Alfonso Casares, con una inversión cercana a los 85 millones de euros. 
Cuenta con 158 habitaciones individuales, unidades de hospitalización, una UCI con 12 boxes, 10 quirófanos polivalentes y tres salas de parto.
Tras la ampliación del recinto sanitario, en 2025, las consultas externas se ubicarán en un los bajos de un edificio residencial cercano de Visesa.

## Reconocimientos

### Joint Comission
La Clínica IMQ Zorrotzaurre se convirtió en 2013 en el único centro sanitario de Euskadi acreditado por la Joint Comission International, la acreditación sanitaria más prestigiosa del mundo que avala y reconoce los estándares de calidad, seguridad y atención asistencial de los centros sanitarios. 
La mayor organización de certificación de hospitales de Estados Unidos es la que tiene más experiencia en acreditaciones sanitarias en todo el mundo, cuyo objetivo es lograr la mejora de la calidad y la seguridad de las organizaciones vinculadas con la sanidad. Se suma así, a una élite mundial de clínicas y hospitales en la que se encuentran entre otros, la Clínica Mayo, el Mount Sinaí o el MD Anderson de Houston.